# Hosby (Vormsi)
Koordinaten: 58° 59′ N, 23° 21′ O
Hosby (deutsch Hosbi, estlandschwedisch Hosbe) ist ein Dorf (estnisch küla) in der Landgemeinde Vormsi (Vormsi vald) im Kreis Lääne. Der Ort liegt im Südosten der viertgrößten estnischen Insel Vormsi (deutsch Worms, schwedisch Ormsö).

## Beschreibung
Der Ort entstand an der Stelle des ehemaligen Gutshofs von Söderby, direkt an der Ostseeküste.
Hosby hat heute keine Einwohner mehr (Stand 31. Dezember 2011). Der Ort war bis zum Zweiten Weltkrieg wie alle Dörfer Vormsis mehrheitlich von Estlandschweden besiedelt.
Zwischen Hosby und dem Dorf Sviby liegt ein großer Findling, der Skärestein. Er hat einen Umfang von 22 Metern und eine Höhe von 3,4 Metern. Seit 1941 steht der Stein unter Naturschutz.